# Toy (hudební skupina)
TOY je anglická kapela z Brightonu, jenž hraje indie a alternativní rock.

## Historie
Kapela vznikla v roce 2010, kdy ji založili spolužáci a bývalí členové Joe Lean & The Jing Jang Jong zpěvák Tom Dougall (mladší bratr Rose Elinor Dougall), kytarista Dominic O'Dair a baskytarista Maxim "Panda" Barron spolu s bubeníkem Charliem Salvidgem z Gloucesteru a španělskou klávesačkou Alejandrou Diez. Salvidge už dříve uváděl pořad „The Sixties Show“ na bristolsém rádiu BCFM a hrál s punkovou kapelou Mudfite. Krátce poté se kapela přesunula do Londýna a o šest měsíců později podepsala smlouvu s Heavenly Recordings.
Jejich první živé vystoupení se odehrálo v prosinci 2010 v londýnském The Lexington jako předkapela The Heartbreaks. V roce 2011 hráli na festivalech jako je Field Day a byli předkapelou The Horrors na jejich podzimním turné po Spojeném království. The Horrors hráli podle Alejandry v začátcích kapely velkou roli, podporovali je a pomáhali jim. Jejich debutový singl „Left Myself Behind“ byl vydaný v roce 2011 u Heavenly Recordings a sklidil velký úspěch.
V lednu 2012 byla skupina časopisem NME zařazena do žebříčku „100 New Bands You Have to Hear“ (100 nových kapel, které musíte slyšet). 10. září 2012 vydala skupina své debutové album TOY, které si získalo chválu kritiků.
V květnu 2013 byla kapela předskokany indie rockové kapele The Vaccines na jejím turné po Spejeném království. 14. srpna 2013 kapela oznámila vydání druhého studiového alba Join the Dots. To bylo vydáno 9. prosince v Evropě a 17. ve Spojených státech.

## Diskografie

### Alba
- TOY (2012), UK No. 48
- Join the Dots (2013), UK No. 126

### Singly
- „Left Myself Behind b/w Clock Chime“ (2011)
- „Motoring b/w When I Went Back“ (duben 2012)
- „Dead & Gone b/w Andrew Weatherall remix“ (srpen 2012)
- „Lose My Way b/w Bright White Shimmering Sun“ (září 2012)
- „Make It Mine E.P.“ (prosinec 2012)
- „Heart Skips a Beat“ (březen 2013)
- „Join the Dots“ (říjen 2013)